# Acrolophus pristinella
Acrolophus pristinella är en fjärilsart som beskrevs av Walker 1863. Acrolophus pristinella ingår i släktet Acrolophus och familjen Acrolophidae. Inga underarter finns listade i Catalogue of Life.